# 珠江源站
珠江源站位于云南省曲靖市沾益区盘江镇，为沪昆铁路的一个车站。车站建于1964年，原名黑老湾站，2011年改为现名。2012年，黑老湾站货场改建为珠江源战略物流基地。车站距离贵阳站450公里，隶属昆明铁路局，是四等站。